# Giuseppe Valditara
Giuseppe Valditara (Milaan, 12 januari 1961) is een Italiaanse academicus en politicus. Sinds 2022 is hij minister van Onderwijs in de Italiaanse regering, het kabinet-Meloni.

## Loopbaan
Valditara studeerde rechten aan de Universiteit van Milaan. Hij was werkzaam als hoogleraar in privaat en publiek Romeins recht aan de rechtenfaculteit van de Universiteit van Turijn. Tevens was hij decaan van de rechtenfaculteit van de Europese Universiteit in Rome.
Bij de Italiaanse parlementsverkiezingen van 2001 werd Valditara namens de Alleanza Nazionale (AN) verkozen in de Senaat van de Republiek. Hierin zou hij uiteindelijk tot 2013 zitting hebben. Tussen 2009 en 2010 behoorde hij tot Il Popolo della Libertà (Het Volk van de Vrijheid, PdL) en aansluitend tot 2013 tot Futuro e Libertà per l'Italia (Toekomst en Vrijheid voor Italië, FLI). Als senator vertegenwoordigde hij Lombardije.
In 2022 sloot Valditara zich aan bij de rechtse Lega van Matteo Salvini. Na de parlementsverkiezingen van 2022 ging die partij deel uitmaken van de Italiaanse regering onder leiding van premier Giorgia Meloni. Valditara werd in het kabinet-Meloni benoemd tot minister van Onderwijs.